# Schoenoxiphium dregeanum
Schoenoxiphium dregeanum är en halvgräsart som beskrevs av Carl Sigismund Kunth. Schoenoxiphium dregeanum ingår i släktet Schoenoxiphium och familjen halvgräs. Inga underarter finns listade i Catalogue of Life.